# Lindavista, Chamula
Lindavista är en ort i Mexiko.   Den ligger i kommunen Chamula och delstaten Chiapas, i den sydöstra delen av landet, 700 km öster om huvudstaden Mexico City. Lindavista ligger 2 127 meter över havet och antalet invånare är 431.
Terrängen runt Lindavista är huvudsakligen kuperad, men österut är den bergig. Terrängen runt Lindavista sluttar norrut. Runt Lindavista är det tätbefolkat, med 550 invånare per kvadratkilometer. Närmaste större samhälle är San Cristóbal de las Casas, 13,2 km söder om Lindavista. I omgivningarna runt Lindavista växer huvudsakligen savannskog.